# قائمة الكوارث الطبيعية الأكثر فتكا حسب عدد القتلى

## الكوارث الطبيعية العشر الأولى من حيث عدد القتلى
| الرتبة | عدد القتلى (التقديري) | الحدث                   | الموقع                                       | التاريخ                                                              |
| ------ | --------------------- | ----------------------- | -------------------------------------------- | -------------------------------------------------------------------- |
| 1      | 10٬000٬000            | مجاعة البنغال 1770      | البنغال، الهند                               | 1770                                                                 |
| 2      | 150٬000–4,000,000*    | فيضانات الصين 1931      | الصين                                        | تموز (يوليو)-تشرين الثاني (نوفمبر)، 1931                             |
| 3      | 900٬000–2,000,000     | فيضان النهر الأصفر 1887 | الصين                                        | September, Octomer, 1887                                             |
| 4      | 830٬000               | زلزال شانشي عام 1556    | مقاطعة شانشي، الصين                          | 23 كانون الثاني (يناير) 1556                                         |
| 5      | 500٬000               | إعصار بولا 1970         | باكستان الشرقية (الآن بنغلاديش)              | نوفمبر 13, 1970                                                      |
| 6      | 316٬000               | زلزال هايتي 2010        | هايتي                                        | Error in قالب:Dts: '12 كانون الثاني (يناير) 2010' is an invalid date |
| 7      | 300٬000               | 1839 India Cyclone ‏     | الهند                                        | 25 تشرين الثاني (نوفمبر) 1839                                        |
| 8      | 273٬400               | زلزال هيوان 1920        | الصين                                        | Error in قالب:Dts: '16 كانون الأول (ديسمبر) 1920' is an invalid date |
| 9      | 260٬000               | زلزال أنطاكية (115)     | الإمبراطورية البيزنطية (الآن تركيا)          | Error in قالب:Dts: '13 كانون الأول (ديسمبر) 115' is an invalid date  |
| 10     | 250٬000–300,000       | زلزال أنطاكية 526       | أنطاكية، الإمبراطورية البيزنطية (الآن تركيا) | Late May, 526                                                        |

* حسب تقديرات مصادر نوفا، بلغ عدد القتلى حوالي 4 ملايين، في حين تشير مصادر إنكارتا إلى أن عدد القتلى كان حوالي المليون
تم تقديم قائمة بديلة من قبل Hough في كتابه عام 2008 الأمن العالمي .

### الكوارث الطبيعية التي خلفت أكبر عدد من القتلى منذ عام 1900
| الرتبة | العدد الإجمالي للقتلى | الحدث*                     | الموقع                          | التاريخ                                                              |
| ------ | --------------------- | -------------------------- | ------------------------------- | -------------------------------------------------------------------- |
| 1.     | 150٬000–4,000,000     | فيضانات الصين 1931         | الصين                           | Error in قالب:Dts: 'تشرين الثاني (نوفمبر) 1931' is an invalid date   |
| 2.     | 242٬419–779,000       | زلزال تانغشان 1976         | الصين                           | Error in قالب:Dts: 'تموز (يوليو) 1976' is an invalid date            |
| 3.     | 500٬000               | إعصار بولا 1970            | باكستان الشرقية (الآن بنغلاديش) | Error in قالب:Dts: 'تشرين الثاني (نوفمبر) 1970' is an invalid date   |
| 4.     | 316٬000               | زلزال هايتي 2010           | هايتي                           | Error in قالب:Dts: '12 كانون الثاني (يناير) 2010' is an invalid date |
| 5.     | 234٬117               | زلزال هيوان 1920           | الصين                           | Error in قالب:Dts: 'كانون الأول (ديسمبر) 1920' is an invalid date    |
| 6.     | 230٬273–310,000       | تسونامي المحيط الهندي 2004 | إندونيسيا                       | Error in قالب:Dts: 'كانون الأول (ديسمبر) 2004' is an invalid date    |
| 7.     | 142٬000               | زلزال كانتو الكبير 1923    | اليابان                         | Error in قالب:Dts: 'أيلول (سبتمبر) 1923' is an invalid date          |
| 8.     | 138٬866               | إعصار بنغلاديش 1991        | بنغلاديش                        | Error in قالب:Dts: 'نيسان (أبريل) 1991' is an invalid date           |
| 9.     | 138٬366               | إعصار نارغيس 2008          | بورما                           | Error in قالب:Dts: 'أيار (مايو) 2008' is an invalid date             |
| 10.    | 123٬000               | زلزال ميسينا 1908/تسونامي  | ميسينا، إيطاليا                 | Error in قالب:Dts: 'كانون الأول (ديسمبر) 1908' is an invalid date    |

* لا تذكر الحوادث الناتجة عن كوارث صناعية.

## براكين
فيما يلي جدول يبين الانفجارات البركانية التي تسببت في أكبر عدد من الوفيات في التاريخ:
| القتلى | البركان                 | الموقع                 | تاريخ |
| ------ | ----------------------- | ---------------------- | ----- |
| 92.000 | تامبورا                 | إندونيسيا              | 1815  |
| 36.000 | كراكاتوا                | إندونيسيا              | 1883  |
| 29.000 | جبل بيلي                | مارتينيك               | 1902  |
| 25.000 | نيفادو ديل رويث         | كولومبيا               | 1985  |
| 15.000 | جبل أونزين              | اليابان                | 1792  |
| 10.000 | جبل كيلود               | إندونيسيا              | 1989  |
| 9.350  | بركان لاكو              | آيسلندا                | 1983  |
| 6.000  | بركان سانتا ماريا       | غواتيمالا              | 1982  |
| 5 115  | بركان كيلود             | إندونيسيا              | 1982  |
| 4.000  | غالوينغونغ              | إندونيسيا              | 1992  |
| 3 600  | فيزوف                   | الإمبراطورية الرومانية | 79    |
| 3.500  | تشيتشون                 | المكسيك                | 1982  |
| 1.800  | لاغو نيوس               | الكاميرون              | 1986  |
| 1.680  | بركان سوفريير           | سانت فنسينت            | 1902  |
| 1.500  | بيكو دي أوريزابا        | المكسيك                | 1687  |
| 1.000  | بركان كوتوباكسي         | الإكوادور              | 1887  |
| 700    | جبل بيناتوبو            | الفلبين                | 1991  |
| 245    | بركان نيراجونجو         | كونغو                  | 2002  |
| 152    | Monte Ruapehu، Tangiwai | نيوزيلندا              | 1953  |
| 120    | جبل تيراويرا            | نيوزيلندا              | 1886  |
| 80     | بركان نيراجونجو         | الكونغو                | 1977  |
| 57     | بركان سان هيلين         | واشنطن (ولاية)         | 1980  |

## الأوبئة والأمراض
وباء كورونا المستجد COVID19 بدأ في ديسمبر 2019 في مدينة ووهان الصينية وإنتشر حول العالم